# 义津镇
义津镇，是中国安徽省中南部、长江北岸枞阳县下辖的一个乡镇级行政单位。

## 行政区划
义津镇下辖以下地区：
义津社区、杨湾社区、牛集村、义津村、塔桥村、义东村、北圣村、姚王村、高升村、朱公村、增丰村、菁华村、先让村、双兴村和胜利村。